# Fedorivka (Stavrove, Ocna), Bârzula
Fedorivka (în ucraineană Федорівка) este un sat în comuna Ocna din raionul Bârzula, regiunea Odesa, Ucraina.

## Demografie
Componența lingvistică a localității Fedorivka
     Ucraineană (73,68%)
     Română (19,3%)
     Rusă (5,26%)
     Belarusă (1,75%)
Conform recensământului din 2001, majoritatea populației localității Fedorivka era vorbitoare de ucraineană (73,68%), existând în minoritate și vorbitori de română (19,3%), rusă (5,26%) și belarusă (1,75%).